# Cryptanura apophysis
Cryptanura apophysis là một loài tò vò trong họ Ichneumonidae.